# Roundcube
Roundcube是一款以網頁為基礎的IMAP電子郵件客戶端。Roundcube最著名的功能就是對AJAX的廣泛使用。Roundcube是以GNU通用公共许可证授權的自由及开放源代码软件（外觀與外掛程式除外）。

## 歷史
經過大約兩年的開發，Roundcube的第一個穩定版於2008年初釋出。

## 技術
Roundcube以PHP編寫，可以與LAMP或是其他任何支援PHP的作業系統結合使用。網路伺服器必須能存取IMAP伺服器來託管電子郵件，以及SMTP伺服器來傳送訊息。
Roundcube Webmail的設計是與關聯式資料庫引擎一起在Apache、LiteSpeed、Nginx、lighttpd、Hiawatha或Cherokee等標準網路伺服器上執行。支援的資料庫有MySQL、PostgreSQL與SQLite。使用者介面以XHTML與CSS呈現，並可完全使用外觀自訂。
Roundcube將jQuery納入其散佈版中，同時也包含了其他函式庫，如GoogieSpell與TinyMCE等。

## 外掛程式
從0.3版開始，Roundcube引入了插件API，可以在不修改原始碼的情況下新增非標準功能。外掛程式倉庫中提供了各種外掛程式。

## "Roundcube Next"專案
2015年3月，Roundcube宣佈與Kolab Systems AG合作，計畫完全重寫Roundcube並建立Roundcube Next。發起了一項群眾募資活動以資助該專案。6月24日達到了80,000美元的目標。最終募集到的資金為103,541美元。
Roundcube Next旨在包含如日曆、聊天與檔案管理等額外功能。這將使用WebRTC與來自Dropbox與ownCloud等流行的服務的連接程式實作。
不過，Kolab Systems與Roundcube在2016年停止了該專案的開發，且未向專案支持者提供任何資訊或退款，導致群眾募資失敗。Roundcube開發者後來聲稱Roundcube對Roundcube Next活動沒有所有權，儘管在群眾募資頁面上顯示他們的公開參與以及所有權。

## 目前功能
- AJAX技術遍佈整個使用者介面，支援訊息拖曳管理等功能
- 超過70種語言的多語言支援
- 連線到任何IMAPv4伺服器
- 使用PHP 5.6的SSL/TLS函式庫以TLSv1.2來加密到IMAP伺服器的連線
- 完整支援MIME與HTML訊息
- 完善的隱私保護
- 帶有附件支援的豐富文字與HTML訊息編寫
- 多重寄件人身份
- 郵件串訊息清單
- 国际化域名支援
- 包含群組支援，以vCard為基礎的功能齊全的通訊錄
- 通訊錄的LDAP目錄整合
- 輸入即時搜尋的通訊錄整合
- 轉寄帶有附件的郵件
- 內建快取以供快速存取信箱
- 搜尋訊息與聯絡人
- 拼字檢查
- 對外部SMTP伺服器的支援
- 支援共享與全域資料夾及IMAP ACL
- IMAP資料夾管理
- 自定義佈景主題的範本系統
- 三欄式（寬螢幕）信箱檢視

## 著名的使用者
許多大學使用Roundcube為學生與員工提供電子郵件服務，例如桑格研究所塔塔社會科學研究所、佛罗里达大学、 犹他大学、俄勒岡大學、史蒂文斯理工學院、挪威科技大學、剑桥大学、德里印度理工学院、孟買印度理工學院、布巴內什瓦爾、加爾各答印度科學教育與研究學院、印度理工学院马德拉斯分校。
在2009年的採訪中，兩個Roundcube的核心開發者指出，他們所知到當時為止最大的部署是在密歇根大学，當時有70,013名學生。Roundcube也被Kolab Now用於其進一步開發的服務中。
cPanel也包含了Roundcube，因此HostGator、Media Temple、Gandi、OVH等許多主機託管公司都使用Roundcube。Roundcube Webmail IMAP客戶端也被整合到epesiBIM（epesi商業資訊管理程式）中，其為以網路為基礎的開放原始碼類CRM應用程式。
蘋果的Mac OS X 10.7 Lion伺服器作業系統將Roundcube作為郵件伺服器中的網頁郵件客戶端提供。在較舊的版本中，預設的客戶端為SquirrelMail。
2013年，伊朗的資訊通訊技術部在mail.post.ir上使用Roundcube啟動了國家電子郵件服務。群暉科技的DiskStation Manager (DSM)在其Mail Station軟體包中使用Roundcube。

## 外部連結
- 官方网站